# Perry (Georgia)
Perry – miasto w Stanach Zjednoczonych, w stanie Georgia, w hrabstwie Houston.